# 特雷斯普拉谢勒
特雷斯普拉谢勒（法語：Trespoux-Rassiels，法語發音：[tʁɛspu ʁasjɛl]）是法国洛特省的一个市镇，属于卡奥尔区。

## 地理
特雷斯普拉谢勒（44°24'50"N, 1°22'14"E）面积20.7 平方千米，位于法国奧克西塔尼大區洛特省，该省份为法国西南部内陆省份，北起顺时针与科雷兹省、康塔爾省、阿韦龙省、塔恩-加龙省、洛特-加龍省和多尔多涅省接壤。
与特雷斯普拉谢勒接壤的市镇（或旧市镇、城区）包括：卡奥尔、康拜拉克、拉巴斯蒂德马尔纳克、普拉迪讷、圣樊尚里沃多尔特、维勒塞克。

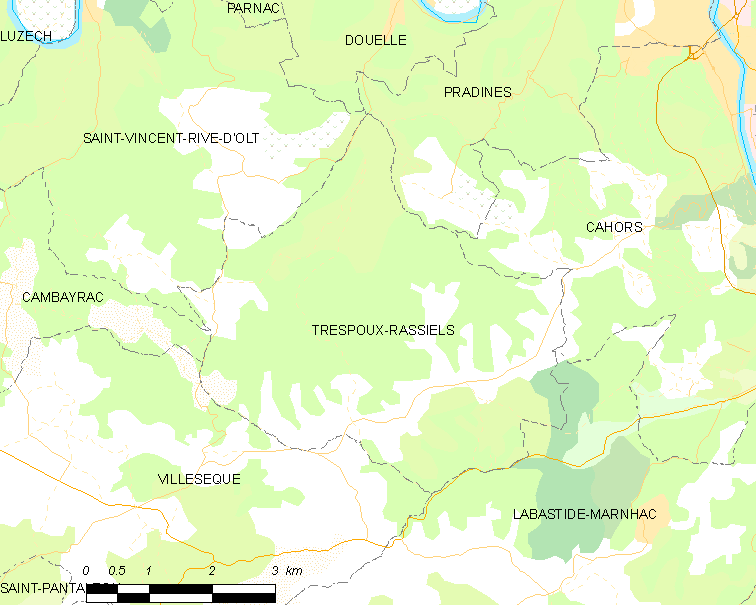
特雷斯普拉谢勒的OSM定位图

特雷斯普拉谢勒的时区为UTC+01:00、UTC+02:00（夏令时）。

## 行政
特雷斯普拉谢勒的邮政编码为46090，INSEE市镇编码为46322。

## 政治
特雷斯普拉谢勒所属的省级选区为卡奥尔第三县。

## 人口

1962-2008年间特雷斯普拉谢勒人口变化图示

特雷斯普拉谢勒于2022年1月1日时的人口数量为828人。